# Novella Calligarisová
Novella Caligarisová (* 27. prosince 1954, Padova) je bývalá italská reprezentantka v plavání. Věnovala se hlavně delším kraulařským tratím, vyznačovala se výborně zvládnutou plaveckou technikou, jíž vyrovnávala nevýhodu spočívající v její drobné postavě.
Ve třinácti letech se zúčastnila olympiádu v Mexiku, kde nezískala žádné finálové umístění. Na Letních olympijských hrách 1972 byla druhá na 400 m volný způsob a třetí na 800 m volný způsob a v polohovém závodě na 400 m, získala tak pro italské plavání vůbec první olympijské medaile v historii. V roce 1973 se v Bělehradě stala mistryní světa na 800 m volným způsobem a ve finále vytvořila světový rekord časem 8:52,97. Získala 71 titulů plavecké mistryně Itálie a vytvořila 82 národních rekordů, jednadvacetkrát překonala evropský rekord, třikrát vyhrála Středomořské hry a na mistrovství Evropy v plavání získala jednu stříbrnou a dvě bronzové medaile.
V roce 1974 ukončila závodní kariéru a začala pracovat jako novinářka pro Corriere della Sera a Rai. V roce 1986 byla uvedena do Mezinárodní plavecké síně slávy a v roce 2006 byla jednou z osmi osobností italského sportu, které nesly olympijskou vlajku při zakončení turínské olympiády. V roce 2015 se její jméno dostalo na Chodník slávy italského sportu na římském Foro Italico.